# Funkcja rekurencyjna
Funkcja rekurencyjna – funkcja {\displaystyle \mathbb {N} ^{i}\to \mathbb {N} ,} która jest obliczalna za pomocą maszyny Turinga. Klasę tych funkcji definiuje się za pomocą mniejszej klasy funkcji pierwotnie rekurencyjnych:

## Funkcja pierwotnie rekurencyjna
Funkcjami pierwotnie rekurencyjnymi nazywamy funkcje:
- Funkcja zerowa

{\displaystyle Z\colon \mathbb {N} \to \mathbb {N} ,} zdefiniowana jako {\displaystyle {\begin{matrix}Z(n)=0\end{matrix}}}
- Funkcja następnika

{\displaystyle S\colon \mathbb {N} \to \mathbb {N} ,} zdefiniowana jako {\displaystyle {\begin{matrix}S(n)=n+1\end{matrix}}}
- Funkcja rzutowania

{\displaystyle I_{n}^{i}\colon \mathbb {N} ^{n}\to \mathbb {N} ,} zdefiniowana jako {\displaystyle I_{n}^{i}(x_{1},\dots ,x_{n})=x_{i},\ i\leqslant n}
oraz wszystkie funkcje zbudowane z funkcji pierwotnie rekurencyjnych za pomocą następujących metod kompozycji:
- Złożenia funkcji

Dla danych funkcji {\displaystyle f\colon \mathbb {N} ^{k}\to \mathbb {N} } oraz {\displaystyle g_{1},\dots ,g_{k}\colon \mathbb {N} ^{n}\to \mathbb {N} ,} złożeniem nazywamy funkcję
{\displaystyle h\colon \mathbb {N} ^{n}\to \mathbb {N} ,} zdefiniowaną jako {\displaystyle h({\overline {n}})=f(g_{1}({\overline {n}}),\dots ,g_{k}({\overline {n}}))}
- Rekursji prostej

Dla danych funkcji {\displaystyle g\colon \mathbb {N} ^{n}\to \mathbb {N} } oraz {\displaystyle h\colon \mathbb {N} ^{n+2}\to \mathbb {N} ,} złożeniem rekurencyjnym nazywamy funkcję
{\displaystyle f\colon \mathbb {N} ^{n+1}\to \mathbb {N} } zdefiniowaną jako {\displaystyle {\begin{cases}f({\overline {n}},0)=g({\overline {n}})\\f({\overline {n}},S(m))=h(f({\overline {n}},m),{\overline {n}},m)\end{cases}}}

## Funkcja częściowo rekurencyjna
Dodając do zbioru możliwych operacji operator minimalizacji otrzymujemy klasę funkcji częściowo rekurencyjnych:
- Operator minimalizacji

Dla danej funkcji {\displaystyle f\colon \mathbb {N} ^{n+1}\to \mathbb {N} ,} definiujemy funkcję {\displaystyle h\colon \mathbb {N} ^{n}\to \mathbb {N} } w ten sposób, że wartością {\displaystyle h(x_{1},x_{2},\dots ,x_{n})} jest minimalne y takie, że
{\displaystyle \forall _{x\leqslant y}f(x,x_{1},x_{2},\dots ,x_{n})} jest zdefiniowane, oraz
{\displaystyle f(y,x_{1},x_{2},\dots ,x_{n})=0.}
Ponieważ nie dla wszystkich wartości {\displaystyle x_{1},\dots x_{n}} takie y musi istnieć, funkcje częściowe rekurencyjne mogą być (w przeciwieństwie do funkcji pierwotnie rekurencyjnych) funkcjami częściowymi.

### Funkcja rekurencyjna
Funkcję częściowo rekurencyjną, która jest zdefiniowana dla każdego argumentu, nazywamy funkcją rekurencyjną
Przykładem funkcji która jest rekurencyjna, ale nie jest pierwotnie rekurencyjna, jest funkcja Ackermanna.

## Funkcja elementarnie rekurencyjna
Funkcjami elementarnie rekurencyjnymi nazywamy funkcje:
- funkcję następnika,
- funkcję odejmowania ograniczonego

{\displaystyle {\dot {-}}\colon \mathbb {N} ^{2}\to \mathbb {N} ,} zdefiniowaną jako {\displaystyle {\dot {-}}(x,y)={\begin{cases}{0,\ x<y}\\{x-y,\ x\geqslant y}\end{cases}},}
- funkcję potęgowania

{\displaystyle pow\colon \mathbb {N} ^{2}\to \mathbb {N} ,} zdefiniowaną jako {\displaystyle {\begin{matrix}pow(x,y)=x^{y}\end{matrix}}.}
oraz wszystkie funkcje zbudowane z powyższych trzech za pomocą złożenia funkcji i operatora minimalizacji ograniczonej.

## Twierdzenie o zamkniętości funkcji pierwotnie rekurencyjnych ze względu na sumę i iloczyn
Niech dana będzie pierwotnie rekurencyjna funkcja {\displaystyle f\colon \mathbb {N} ^{n+1}\to \mathbb {N} .} Wówczas funkcje
{\displaystyle h_{1}\colon \mathbb {N} ^{n+1}\to \mathbb {N} ,} zdefiniowana jako {\displaystyle h_{1}({\overline {n}},m)=\sum _{i=0}^{m}f({\overline {n}},i),}
{\displaystyle h_{2}\colon \mathbb {N} ^{n+1}\to \mathbb {N} ,} zdefiniowana jako {\displaystyle h_{2}({\overline {n}},m)=\prod _{i=0}^{m}f({\overline {n}},i)}
są funkcjami pierwotnie rekurencyjnymi.
Analogicznie twierdzenie zachodzi dla funkcji elementarnie rekurencyjnych.

## Przykłady funkcji rekurencyjnych
- ciąg Fibonacciego
- funkcja Ackermanna
- symbol Newtona